# Margharita
Margharita è un cortometraggio muto del 1911. Il nome del regista non viene riportato.

## Produzione
Il film fu prodotto dall'Independent Moving Pictures Co. of America (IMP).

## Distribuzione
Il film uscì nelle sale distribuito dalla Motion Picture Distributors and Sales Company.